# バスマティ

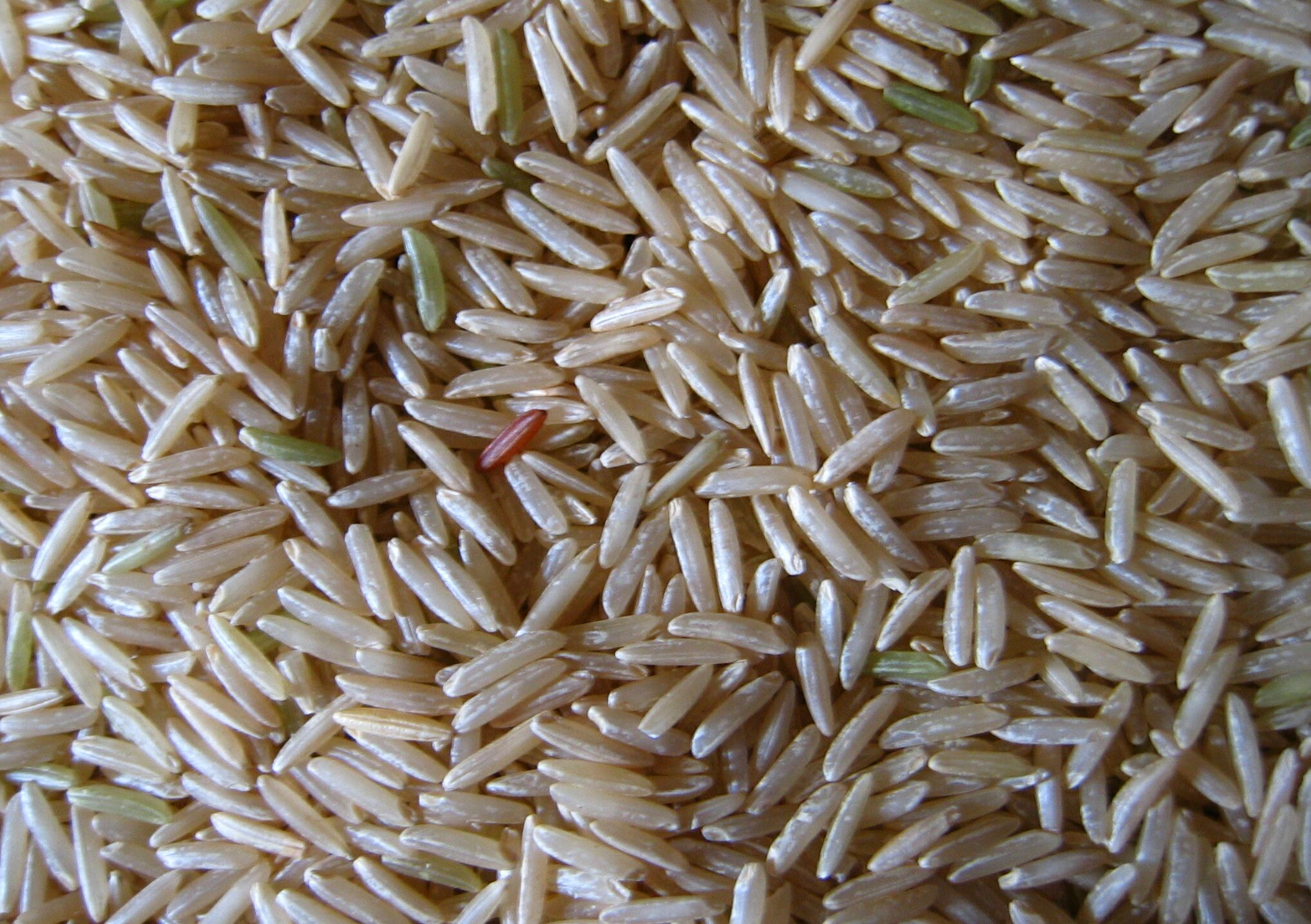
バースマティー種の玄米

バスマティ（ときにバースマティー表記）（英語: Basmati, ヒンディー語: बासमती, ウルドゥー語: ﺑﺎﺳﻤﺘﻰ）は、イネの品種群である。インディカ米（長粒種）に属し、繊細で優れた芳香で有名な香り米である。バースマティーという名称は、「香りの女王」というヒンディー語に由来する。

## 概要
バースマティーは、現在のインドとパキスタンに当たる地域で何百年にも亘って栽培されてきたイネの品種群である。様々な品種があり、ヒマラヤ山麓で生産されるものが最高の品質であるとされている。なかでも、パキスタンから北インドのヒマラヤ山間部のデヘラードゥーン地方にかけて栽培されるスーパー・バースマティーと呼ばれる優良品種は、バスマティの中でも最も優れた品種である。パトナー米という品種はバースマティーと近縁であり、ビハール州パトナー近辺で栽培される。バースマティーから収穫された米で最も良いとされるのは、精米し販売されるまでに数年間の熟成期間を経たものとされる。米を長期保存するのは、一般に含有水分の少ない米の方が調理し易いとされるためである。
バースマティーの米粒は極めて細長く、調理工程においてさらに細長くなる。米粒はしっかりとしており、調理しても粘り気が出ない。バースマティーは、白米として、あるいは玄米としても利用され、この調理に要する時間はおよそ20分程度である。含まれている澱粉（でんぷん）の比率が他の品種に比べて多いため、一般に調理前に澱粉を洗い落とす。調理前に30分から2時間程度水につけておくと、米粒が砕けにくくなる。北インドでは、ビリヤニなど米を用いたご馳走料理にはバースマティーが特に喜ばれる。

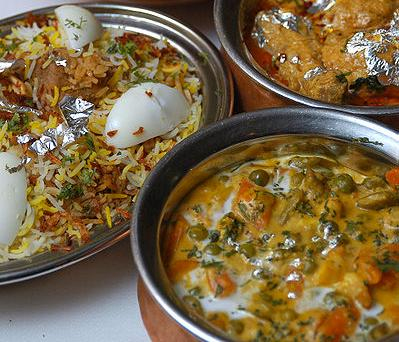
バースマティーを用いたビリヤニ（左）

2000年、アメリカのライステック社（リヒテンシュタインに本拠を置く RiceTec AG の子会社）は、バースマティーと半矮性長粒品種から作り出されたハイブリッド3品種の特許を獲得しようとした。当時のインド政府がそれに反対したため、その特許は認可されなかった。一方、欧州委員会では、原産地保護名称法の下にバースマティーをその地域の特産物として保護することで合意に達した。
バースマティー品種群には、多数の品種が存在する。バースマティー370やバースマティー385、バースマティー・ラーナービールプラ(Basmati-Ranabirpura)といった伝統的な品種以外に、プーサー・バースマティー 1（Pusa Basamti 1）というハイブリッド品種が存在する。この品種の花には芒(のぎ)があるため、トーダル（Todal）とも呼ばれる。芳香のある品種はバースマティー系統から作出されたものであるが、PB2（sugandh-2）やPB3、RH-10という品種は純粋なバースマティーの系統ではないとされている。
バースマティー本来の特徴として、茎が長く細く、強風で倒伏しやすい。総じて収量が低いが、米の品質が優れているため、インド国内だけでなく世界的にも高額で取り引きされる。

## 関連品種
- サリークイーン - バースマティ370を花粉親、日本晴を種子親として日本の農研機構作物研究所で育成されたイネ品種[1]。バスマティの特性を持つジャポニカ米である。
- プリンセスサリー - サリークイーンを種子親、関東150号を花粉親として、農研機構作物研究所で育成されたイネ品種[2]。
- プリンセスかおり - プリンセスサリーを種子親、いのちの壱を花粉親として、鳥取県農業試験場で育成されたイネ品種[3]。